# ماركوس فافيادس
ماركوس فافيادس (باليونانية: Μάρκος Βαφειάδης)‏، ولد في 28 يناير 1906 في طوسية - توفي في، 22 فبراير 1992 في أثينا)، كان شخصية بارزة في الحزب الشيوعي اليوناني (KKE) في فترتي المقاومة اليونانية ضد الاحتلال النازي والحرب الأهلية اليونانية.

## حياته قبل الحرب العالمية الثانية
ولد في بلدة طوسية لعائلة المدرّس والتاجر الصغير اليوناني جيانيس فافياديس (توفي عام 1917)، ووالدته كيرياكي من بلدة سينوب (توفيت في 1920)، ونشأ مع إخوته في ظروف فقيرة. بعد هزيمة اليونان في الحرب اليونانية التركية مكث في إسطنبول لمدة عام يبيع الكعك والبرتقال في الشوارع، ثم انتقل بعد تبادل السكان بين اليونان وتركيا عام 1923 لاجئا إلى سالونيك حيث عمل نادلًا، وفي عام 1924 ذهب إلى كافالا وعمل في مصانع التبغ.
نشط ابتداءا من عام 1924 عضوا في رابطة الشباب الشيوعي في اليونان (OKNE) في سالونيك، ونال عضورة الحزب الشيوعي اليوناني عام 1928. اعتقل في عام 1932 بسبب نشاطه السياسي ونفي إلى الجزء اليونانية. بعد إطلاق سراحه في أكتوبر 1933 عمل مدربًا لكوادر الحزب في مناطق مختلفة في اليونان.
اعتقل مجددا في بداية فترة دكتاتورية يوانيس ميتاكساس (نظام الرابع من أغسطس) ونُفي مرة أخرى إلى جزيرة آي ستراتيس، ولكنه تمكن من الفرار خلال أقل من شهر. عمل بعد ذلك في تنظيم الحزب السريفي جزيرة كريت، وكان أحد قادة انتفاضة خانية ضد النظام الديكتاتوري (28 يوليو 1938). بعد قمع الانتفاضة توجه إلى أثينا حيث تم اعتقل وسجن في نافبليا، ثم نفي إلى جزيرة غافدوس..

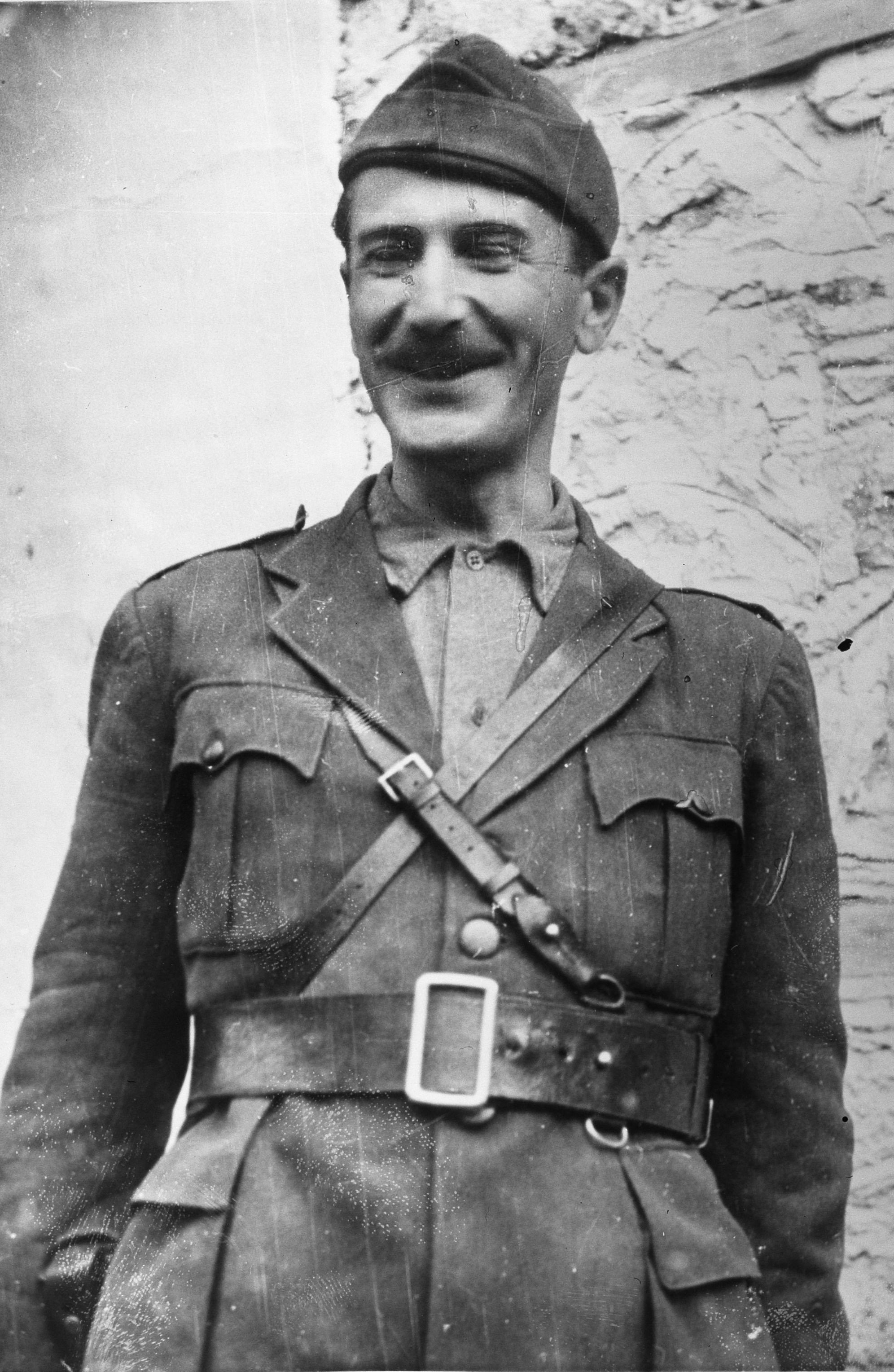
ماركوس فافيادس عام 1948

## المقاومة والحرب الأهلية
في مايو 1941، في بداية الاحتلال النازي لليونان، تمكن فافيادس مع سجناء عسكريين يونانيين آخرين من الهرب من جزيرة غافدوس، وأسسوا أوائل خلايا العمل السري ضد الاحتلال الألماني، بدءاً من جزيرة كريت، ولاحقا في أثينا وسالونيك، ثم في النهاية كل مقدونيا. انتخب في عام 1942 إلى اللجنة المركزية للحزب الشيوعي اليوناني وعُين مشرفًا على جناح في جيش التحرير الشعبي اليوناني (ELAS). في مايو 1944 انتخاب ممثلا لسالونيك في المؤتمر الوطني الذي عقد في قرية كوريسخادس في إفريتانيا، ولكنه لم يتمكن من الحضور. بعد انسحاب الجيش الألماني، دخل في 30 أكتوبر 1944مع قواته سالونيك محررا بعد معارك ضد «الكتائب الأمنية» العميلة للألمان.
في نوفمبر 1944، حررت قواته مقدونيا الوسطى وساعدت في إنقاذ آلاف اليهود اليونانيين من خطر الإبادة الوشيك على يد النظام النازي.
مع اندلاع الحرب الأهلية اليونانية في فبراير 1946، اختلف فافياديس مع نيقوس زخريادس، الأمين العام للحزب الشيوعي اليوناني، الذي أراد إنشاء جيش شيوعي نظامي، فيما رأى فافياديس أن الخيار الأفضل في مواجهة قوات الحكومة اليونانية المدعومة من البريطانيين هو إستراتيجية حرب العصابات.
عين في يوليو 1946 قائدا لتشكيلات العصابات الشيوعية المقاتلة، وبعد تأسيس القيادة العامة للجيش الديمقراطي اليوناني (DSE) في أكتوبر 1946، تولى فافياديس قيادتها، وفي ديسمبر 1947 عيّن رئيسا للوزراء وزيرا للحرب في الحكومة الديمقراطية المؤقتة التي شكلت في المناطق المحررة.
خلال المراحل الأخيرة من الحرب الأهلية ، أدى خلافه مع زخريادس حول قضايا العقيدة العسكرية إلى إقالته من القيادة في أغسطس 1948، ولاحقًا من جميع المناصب في يناير 1949 «لاعتلال صحته»، وفي أكتوبر 1950 طرد من الحزب الشيوعي عندما كان في المنفى في الاتحاد السوفيتي، حيث لجأ مع الشيوعيين اليونان بعد الهزيمة.

## ما بعد الحرب الأهلية
بعد نهاية عهد جوزيف ستالين في 1953، أعيد الاعتبار إلى فافيادس وانتخب عضوا في المكتب السياسي للجنة الحزب الشيوعي المركزية، ولكنه أقيل من منصبه في يناير 1958، وطرد مجددا من الحزب الشيوعي في يونيو 1964. بعد انشقاق الحزب في عام 1968 أعاده ما يسمى بالفصيل «الداخلي» (εσωτερικού) إلى صفوف لحزب الشيوعي اليوناني.
في مارس 1983، عاد إلى اليونان بعد 33 عامًا من المنفى في الاتحاد السوفيتي، وسكن جزيرة خيوس حيث نشر مذكراته لاحقًا. في تلك الفترة أصبح مؤيدًا سياسيًا للزعيم الاشتراكي الديمقراطي لأندرياس باباندريو، وانتخب في نوفمبر 1989 وأبريل 1990 عضوا شرفيًا في البرلمان اليوناني من خلال القائمة الوطنية للحركة الاشتراكية الهيلينية (PASOK). في عام 1984 حصل على رتبة جنرال فخرية في الجيش اليوناني.

## كتب عنه
- Dominique Eude ، Les Kapetanios -(بالفرنسية واليونانية والإنجليزية)، Artheme Fayard ، 1970

## روابط خارجية
- مقابلة مع ماركوس فافيادس 1983
- قصاصات صحفية عن ماركوس فافيادس في "صحافة القرن العشرين" في أرشيف مكتبة الاقتصاد الوطنية الألمانية